# Beatriz Sanz Sáiz
Beatriz Sanz Sáiz (Madrid, 1973) es una matemática y directiva española especializada en inteligencia artificial (IA) y análisis de datos. Desde 2023, lidera el área global de IA en la empresa Ernst & Young, donde dirige el programa de transformación tecnológica EY.ai.

## Trayectoria
Se licenció en matemáticas y estadística en la Universidad Complutense de Madrid (UCM), mientras iniciaba su carrera en el sector tecnológico, trabajando con modelos de machine learning. Al finalizar sus estudios, se incorporó al Banco Santander como responsable de análisis y gestión de clientes. En 2006, se unió a la consultora EY, convirtiéndose en una de las socias más jóvenes de la firma. Tras una etapa en el banco BBVA, como responsable de innovación entre 2010 y 2012, regresó a EY, donde desarrolló su carrera internacional en Asia-Pacífico.
En 2014, regresó a España para incorporarse como socia de EY e impulsó la creación de un Centro de Inteligencia Artificial en Madrid. En 2016, asumió la responsabilidad global de consultoría en datos e inteligencia artificial de la firma. En 2023, fue nombrada responsable mundial del área de IA en EY Global, coordinando un equipo de más de 9.000 profesionales. Además, dentro de la propia compañía, colabora con iniciativas como #WomenFastForward, promoviendo el acceso de mujeres a formación y empleo, especialmente en países como Etiopía.
Sanz es profesora del IE Business School en el International Masters of Big Data and Analytics. Además, es miembro del comité de Tecnología y Sostenibilidad de la Academia Nacional de Ciencias de Estados Unidos (NAS, por sus siglas en inglés), y participa habitualmente como ponente en conferencias internacionales sobre innovación y tecnología, como MTech China o el Mobile World Congress.

## Reconocimientos
En 2014, Beatriz Sanz Sáiz fue incluida en el Top Talent Executive Under 40, elaborado por AMROP, IESE Business School y Royal House. En 2018, recibió en Londres el premio Global Leader in Consulting de la revista Consulting Magazine. Posteriormente, en 2024, fue distinguida con el Premio Capital Woman por su labor en favor de la diversidad y la inclusión en el ámbito tecnológico.